# Islam in Afrika
Islam in Afrika gibt es seit dem 7. Jahrhundert in den Ländern entlang der Mittelmeerküste durch die Ausbreitung der Umayyaden. In der Mitte des 19. Jahrhunderts erst brachten Händler und Missionare den Islam nach Uganda. Genauso unterschiedlich wie die zeitliche Ausbreitung sind die Formen des Islam auf dem Kontinent. Muslime in Afrika sind mehrheitlich Sunniten, zu ihnen gehören auch Anhänger des Sufismus, die seit der frühen Ausbreitung in hohem Maß zum Bewusstsein und zur Kultpraxis des Islam beitragen. Einflüsse aus afrikanischen Glaubensvorstellungen prägten eigene Orthodoxien, welche die Vielfalt der Religion vergrößerten und eine kulturelle Tradition konstituierten.
Den Wahhabiten nahestehende Organisationen versuchen, den afrikanischen Islam durch eine Re-Islamisierung auf eine puritanische Richtung einzuengen.
Laut unterschiedlichen Quellen sind 43 bis 45 Prozent aller Afrikaner Muslime. Die Hälfte der afrikanischen Muslime spricht nicht Arabisch, sondern eine der vielen Sprachen des Kontinents. Der Islam wurde Teil der afrikanischen Kultur. Weltweit stammt knapp ein Viertel aller Muslime aus Afrika.

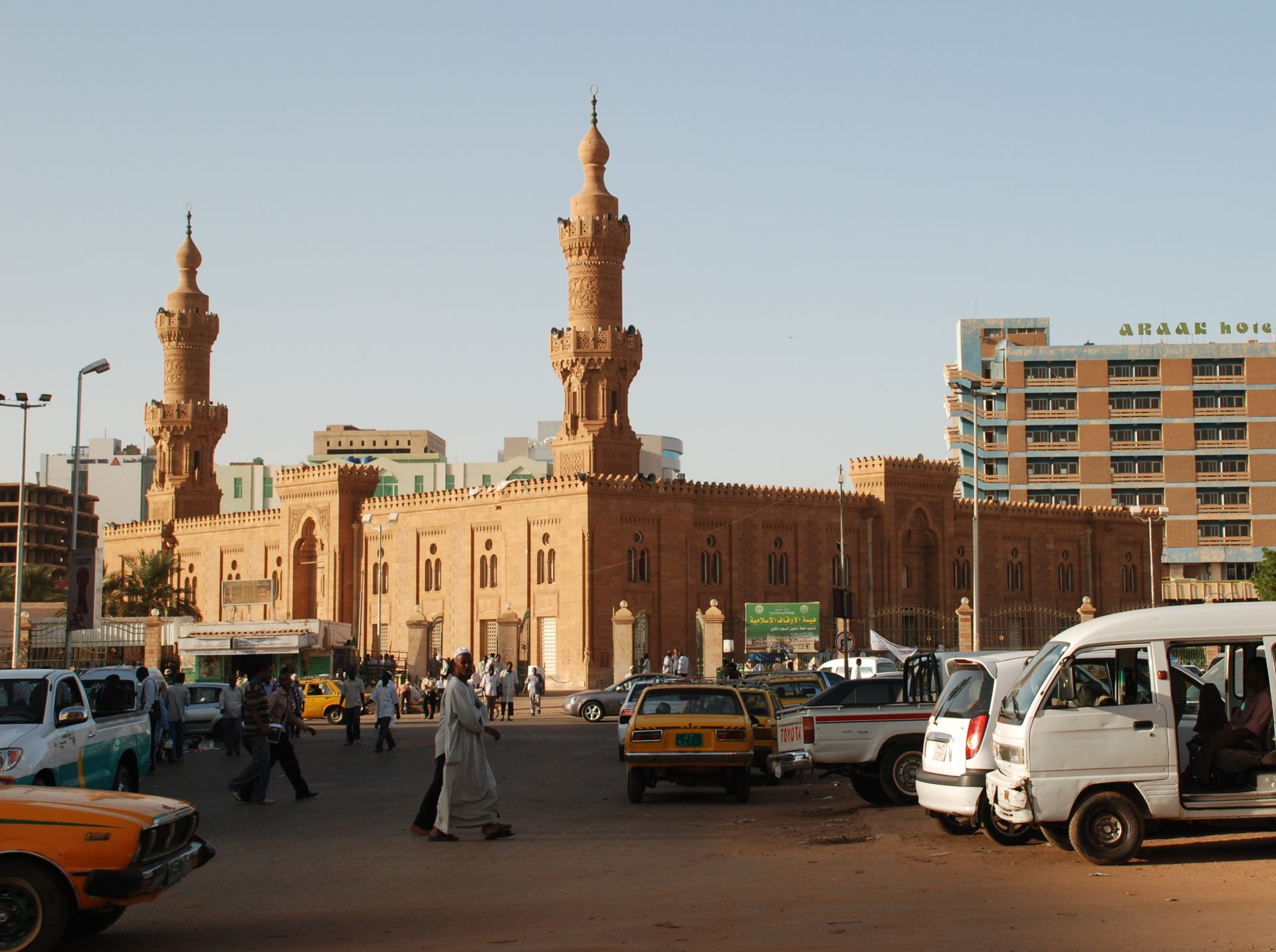
Große Moschee von Khartum

## Geschichte der Ausbreitung

### Nordafrika
Missionskriege waren keine islamische Strategie. Der militärische Einfall in Nordafrika hatte die Ausbreitung der Herrschaft und nicht die Bekehrung mit „Feuer und Schwert“ zum Ziel. 639 fiel Amr ibn al-As mit einem Heer von 4000 Muslimen in Ägypten ein, innerhalb von drei Jahren war die reichste byzantinische Provinz erobert. In den folgenden Jahren eroberte die Streitmacht die gesamte afrikanische Mittelmeerküste. Gegen wenig Widerstand erreichten sie 647 das fruchtbare Ackerbauland des heutigen Tunesien und gründeten dort 670 Kairouan als Hauptstadt der neuen Provinz Ifrīqiya. Die Jahre dazwischen dienten dem Nachfolgestreit um das Kalifat. Am Atlantik war kurz darauf das vermeintliche Ende der Welt erreicht. Einziger, aber erbitterter Widerstand kam von den Berbern, die dafür bei der Eroberung Spaniens ab 711 die größte Gruppe im Heer der Muslime ausmachten.
Für die unterworfenen, bereits christianisierten Völker bestand die Möglichkeit, den neuen Glauben anzunehmen oder als Dhimmi Tributpflichtige zu werden. Den Eroberern folgten bald Zuwanderer nach. Anfang des 8. Jahrhunderts gab es bereits so viele Araber in Ägypten, dass die Kopten von der Verwaltung ausgeschlossen werden konnten und Arabisch Amtssprache wurde.
Auf eine Ausweitung der Herrschaft nach Süden in den Sudan wurde aus Respekt vor den Bogenschützen der christlichen Nubier verzichtet. Die 652 geschlossene Waffenruhe war für die nächsten 500 Jahre zum Vorteil für die Beteiligten. Araber siedelten in den christlichen Königreichen als Händler und ab dem 10. Jahrhundert auch als Viehzüchter. Hauptexportgut aus Nubien waren Sklaven. Um 1317 erst wurde die Kathedrale von Dongola in eine Moschee umgewandelt.
Das arabische Kalifat der Umayyaden, dessen Herrscherfamilie aus Mekka stammte, wurde 750 durch die sich am vormaligen Sassanidenreich orientierenden, ebenfalls arabischen Abbasiden abgelöst. Zum Sturz der Umayyaden in Afrika trug 740 ein Aufstand in Tanger bei, der von Charidschiten unter einst christlichen Berbern angezettelt wurde. Charidschiten gehörten zu den ersten radikalen Bewegungen des Islam. Sie mussten 714 aus Arabien fliehen und bildeten während der Abbasidenherrschaft fanatische Gemeinschaften im Bergland von Algerien und Marokko, nach 761 sogar mit eigenem Staat.
Die schiitisch-ismailitische Dynastie der Fatimiden, die durch einen Berber-Aufstand im Kairouan 910 an die Macht kam, war die Antwort der Berber auf die arabische Eroberung. Ihr Glaube war weniger radikal. Das blühende Reich mit der Hauptstadt Kairo wurde nach Schwächung durch die Kreuzfahrer 1171 von Saladin gestürzt. Damit waren die friedlichen Handelsbeziehungen mit Nubien beendet.
Im Westen kamen derweil berberische Nomadenstämme an die Macht. Um eine Gruppe Glaubenseiferer der malikitischen Rechtsschule, die sich mit ihrem Anführer Ibn Yasin († 1059) am Senegalfluss zurückgezogen hatten, sammelten sich nomadisierende Sanhaja-Berber. Es waren missionierende, strenggläubige Muslime, die sich Murabitun nannten und im 11. Jahrhundert Marokko und Südspanien als Almoravidenreich vereinten. Deren Reich ging Ende desselben Jahrhunderts unter, Murabitun (Einzahl: Murabit, „Leute der Festung“) sind als islamische Frontkämpfer, sprich als Wanderprediger noch immer unterwegs.
Die Gegenbewegung entstand unter den berberischen Ackerbauern und brachte die Mystik des Sufismus ins Atlasgebirge. Die Almohaden („Bekenner der Einheit Gottes“) führten von 1147 bis 1269 mit einem puritanischen Glauben eine strenge islamische Herrschaft, unter der das Christentum im Maghreb nahezu ausgerottet wurde. Es blieben die ab Ende des 12. Jahrhunderts geförderten Sufi-Bruderschaften.

### Subsahara

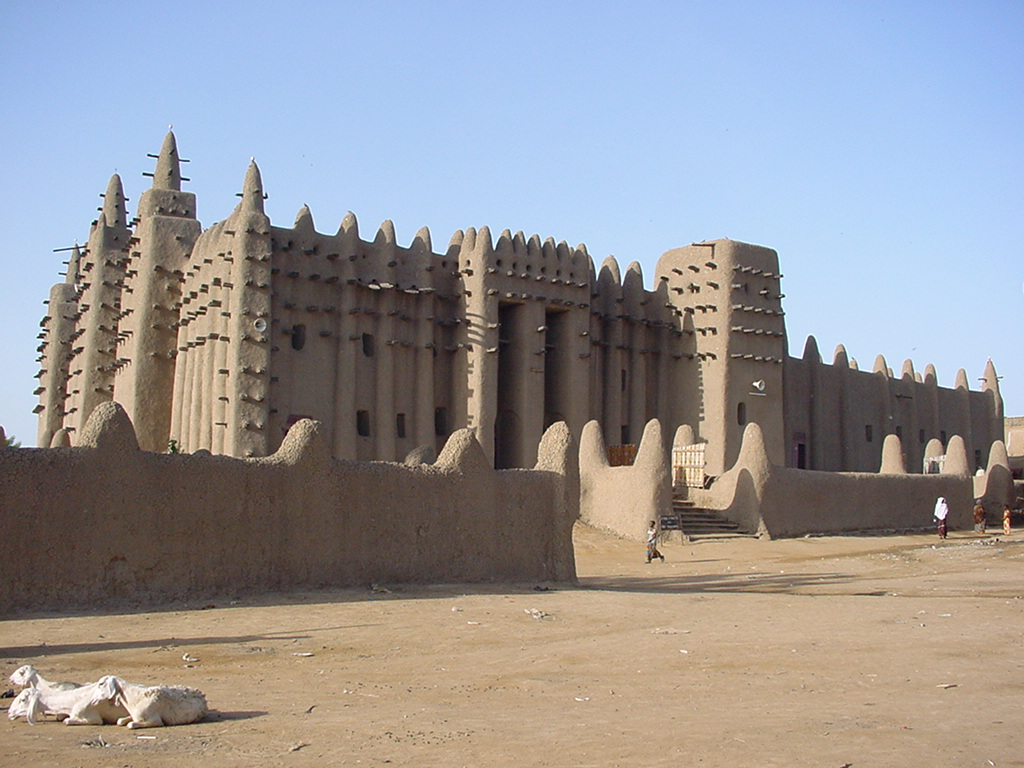
Große Moschee von Djenné, Mali

Das schwarzafrikanische Reich von Ghana bot sich im 11. Jahrhundert gastfreundlich den Almoraviden an. Den Nomaden wurde gestattet, in der nördlichsten Handelsstadt des Reiches Aoudaghost eigene Stadtviertel anzulegen. Da sie nicht unter der Herrschaft eines Ungläubigen leben wollten, stürmten und verwüsteten die Almoraviden 1054/55 den Ort und eroberten 1076 die mutmaßliche Hauptstadt Koumbi Saleh. Die Bevölkerung trat später zum Islam über, aber das Reich erholte sich nicht mehr.
Damit ist eine Ausnahme geschildert, Westafrika wurde überwiegend nicht durch Eroberung, sondern durch Handel islamisiert. Im 10. Jahrhundert waren die meisten Händler Muslime. Berber- und Tuareg-Händler brachten den Islam aus dem Maghreb über die Trans-Sahara Handelsrouten. Vom alten Ghana-Reich im Westen waren muslimische Händler der Soninke und Diola unterwegs nach Süden in die großen Handelszentren des mittleren Niger Djenné, Timbuktu und Gao. Anfang des 14. Jahrhunderts war das Malireich offiziell ein islamischer Staat, was die Pilgerfahrt des Herrschers nach Mekka einschloss. Der heldenhafte Gründer von Mali, Sundiata Keïta (um 1180–1255/60), war nominell Muslim, sein Sohn Mansa Ulli machte die erste königliche Pilgerreise. Die pilgernden Könige stärkten durch den Islam ihre Macht, dennoch wurden Rituale des traditionellen Glaubens weiterhin praktiziert, der Islam blieb fremd. Mansa Musa (regierte 1312–1332) wandte für seine Zwecke die Schari'a an, beschäftigte einen ägyptischen Imam für die Freitagspredigt und ließ weiterhin die alten animistischen Zeremonien an seinem Hof veranstalten. Auf dessen Veranlassung soll die heute als Welterbe geschützte Moschee Djinger-ber-Moschee in Timbuktu errichtet worden sein.
Ibn Battuta bewunderte 1352/53 den „Gebetseifer“ der Bevölkerung und erstaunte sich zugleich über gewisse heidnische Praktiken wie Maskentänze, Selbsterniedrigung vor dem König, Essen unreiner Speisen und die dürftige Bekleidung der Frauen. Ein Rückschlag für den Islam war der erste Herrscher des Songhaireiches Sonni Ali (regierte 1465–1492), der sich von der Mali-Herrschaft lossagte. Er war zwar nominell Muslim, betrieb aber einen ausgeprägten Ahnenkult, verfolgte die Religionsgelehrten (Ulama) und warf sie außer Landes. Simplifizierend wurde er als „magischer König“ dem „Pilgerkönig“ von Mali gegenübergestellt. Sein Nachfolger, der Militär Askiya Muhammad, unternahm bald eine Pilgerreise.
Allgemein schützten die Könige, um ihre Macht zu wahren, alle Religionen ihrer Untertanen. Im 11. Jahrhundert waren die Herrscher der Reiche von Gao, Mali, Ghana, Takrur (vgl. Tukulor) und Kanem zum Islam übergetreten. Im 17. Jahrhundert war der Islam in jedem westafrikanischen Staat angekommen.
Im Gegensatz zum Malireich, dessen König Mansa Musa auf seiner Pilgerreise in Ägypten Unmengen von Gold verschwendete, beruhte die wirtschaftliche Macht des seit dem 6. Jahrhundert nördlich des Tschadsee bestehenden Kanem-Reichs nicht auf Gold, sondern auf Sklaven, die gegen Salz und Pferde nach dem Norden gehandelt wurden. Trotz der langen Handelskontakte begann sich der Islam erst im 11. Jahrhundert auszubreiten. Anfangs ein Hirtenstaat wurde die Hauptstadt im 14. Jahrhundert nach Bornu in die für Ackerbau geeigneteren Ebenen südwestlich des Tschadsees verlagert. Das Reich wurde von berittenen Kriegern beherrscht, die den Bauerndörfern Tribut abverlangten. Auf dem Höhepunkt der Macht führte der Kriegerkönig Idris Aluma (1571–1603) permanent Eroberungsfeldzüge gegen seine Nachbarn. Zu seinen Verwaltungsreformen gehörte die Einführung der Scharia. Er war bekannt für seine Frömmigkeit, ließ Moscheen bauen und pilgerte nach Mekka. Dank für den Ackerbau ausreichender Niederschläge, leicht zu erbeutender Sklaven im Süden und dem Bewusstsein, durch seine Religion kulturell überlegen zu sein, bestand eine 1000-jährige Dynastie bis zum Beginn der Kolonialzeit im 19. Jahrhundert.

### Horn von Afrika
Die äthiopischen Muslime nehmen für sich die Nachfolge der ältesten islamischen Gemeinde Afrikas in Anspruch. In den ersten sechs nachchristlichen Jahrhunderten bestand ein Königreich im Norden Äthiopiens mit der Hauptstadt Aksum und der Hafenstadt Adulis. Durch Handelsbeziehungen war das Reich dem arabischen Stamm der Koreischiten auf der gegenüber liegenden Seite des Roten Meeres bekannt. Zu diesem Stamm gehörte auch Mohammed. Der Prophet hatte einen dreifachen Bezug zum Land der Äthiopier: zu seinen Vorfahren gehörte eine Äthiopierin, seine Amme war eine befreite äthiopische Sklavin und es gab das äthiopische Hausmädchen Baraka (Umm Ayman).
Nach islamischer Tradition segelten 615 Mitglieder von Mohammeds Familie und einige Konvertiten mit Booten nach Adulis, fanden in Aksum Zuflucht vor Verfolgung und erhielten vom christlichen Herrscher die Erlaubnis, sich niederzulassen. Diese Auswanderung ging der eigentlichen Hidschra 622 nach Medina voraus, fand also vor Beginn der islamischen Zeitrechnung statt.
In den folgenden Jahrhunderten nach der Gründung von Handelsniederlassungen entlang der Küste wurden Siedlungen von Somalis und anderer kuschitischer Völker bis zum Rand des äthiopischen Hochlands islamisiert. Vom christlichen Hochland wurden Sklaven, Gold und Elfenbein bezogen und gegen Salz aus der Tiefebene und Luxusgüter getauscht. Im 12. Jahrhundert entstanden kleine islamische Fürstentümer. Sultanate der Harari vereinten sich ab dem 13. Jahrhundert zu einem islamischen Reich im östlichen Äthiopien. Die Hauptstadt Harar mit unzähligen Moscheen und Sufischreinen gilt äthiopischen Muslimen als viertheiligste islamische Stadt.

### Ostafrikanische Küste
In Äthiopien ist aus frühislamischer Zeit nichts erhalten, Handelskontakte aus der Anfangszeit zu Siedlungen an der ostafrikanischen Küste gelten als wahrscheinlich. Die frühesten Reste einer islamischen Siedlung südlich der Sahara wurden im Ort Shanga auf der kenianischen Inselgruppe Lamu gefunden. Dort wurden die Pfostenlöcher einer hölzernen Moschee ausgegraben, die ins 8. Jahrhundert datiert wird. Da die Moschee keinen Mihrab besaß und noch in Richtung Jerusalem orientiert war, wird sogar eine Datierung zu Lebzeiten Mohammeds erwogen.
Ab dem 8. Jahrhundert wurden entlang der Küste zunächst temporäre Stationen angelegt, um für die Rückfahrt der Segelboote günstige Winde abzuwarten. Daraus entstanden zwischen Lamu, Sansibar und der Insel Kilwa die ersten arabischen Siedlungen. Aus wohlhabenden arabischen Ländern kamen Zuwendungen, womit bis zum 11. Jahrhundert Moscheen als Steingebäude in mindestens acht Küstensiedlungen gebaut wurden.
Der Handel mit China brachte die Dynastie von Kilwa im 14. Jahrhundert zu ihrer Blüte. Kilwas Herrscher ließen die Große Moschee erweitern und unternahmen eine Pilgerfahrt nach Mekka. Diese Stadtstaaten beschränkten sich auf einen schmalen Küstensaum und versuchten nicht, im Landesinnern politische Macht zu gewinnen. Der Islam und die Swahili-Kultur der Küstenbevölkerung wurden nur entlang der Handelsrouten verbreitet. Um 1500 tauchten erstmals Portugiesen an der ostafrikanischen Küste auf, Ende des 17. Jahrhunderts verloren sie allmählich ihre Handelszentren Mombasa und Kilwa und den Glaubensstreit gegen die muslimischen Araber und Swahili. Das Sultanat Oman breitete sich wirtschaftlich und ab Mitte des 18. Jahrhunderts auch mit politischem Dominanzanspruch an der ostafrikanischen Küste aus. 1840 wurde die Hauptstadt des Sultanats nach Sansibar verlegt. Die Rechtsprechung erfolgte während ihrer Herrschaft konfliktvermeidend zu gleichen Teilen durch einen ibaditischen (die vorherrschende Glaubensschule in Oman) und sunnitischen Kadi. Sunniten der schafiitischen Rechtsschule aus dem Hadramaut hatten sich bereits ab dem 12./13. Jahrhundert an der Küste niedergelassen.
Paradoxerweise trugen die Ibaditen-Sultane von Sansibar besonders zur Ausbreitung des sunnitischen Islam bei. Anfang des 19. Jahrhunderts nahm das Sultanat von Sansibar benachbarte Inseln wie Lamu und Pate, sowie Mombasa ein. Viele Swahili-Moslems wurden dadurch vertrieben und gründeten an der Küste und im Inland neue Siedlungen, wodurch sie stärker in Kontakt zu Nichtmuslim gerieten. In den 1870er Jahren begann die Islamisierung auf dem Land, zuerst um von Arabern angelegten landwirtschaftlichen Gehöften (wie der mit Sklavenarbeitern betriebenen Zuckerrohrplantage am Pangani-Fluss). Da die Karawanenrouten, entlang denen sich der Islam bis zum Tanganjika- und Victoriasee ausbreitete, in der Ebene verliefen und das Bergland mieden, begannen die ersten christlichen Missionare mit ihrer Tätigkeit in den Bergen. An der so entstandenen Verteilung der beiden Religionen hat sich in Tansania nichts geändert.
Ab den 1890er Jahren brachten Händler und einige verehrte Islamgelehrte (Scheichs) den Islam von der Ostküste aus über Mosambik ins Landesinnere nach Malawi (→ Islam in Malawi). Für die Muslime beider Länder repräsentierte der Sultan von Sansibar das Zentrum der islamischen Gelehrsamkeit. Muslime in Mosambik riefen den Namen von Sultan Bargash ibn Said (1870–1888) beim Freitagsgebet. Die katholischen Portugiesen verhielten sich in ihrer Kolonie den Muslimen gegenüber sehr restriktiv und verweigerten jede Unterstützung, im Gegensatz zur toleranten Religionspolitik der Briten in Malawi.

### Sudan I
1504 war im Sudan das schwarzafrikanische Sultanat der Funj entstanden, dessen Zentrum in Gezira lag und das im Norden bis Obernubien anerkannt wurde. Das Christentum war in Nubien bereits zwei Jahrhunderte zuvor durch Arabisierung verschwunden. Unter der islamischen Funj-Herrschaft wurden Rechtsgelehrte (Ulama) und Marabouts aus dem Hedschas ins Land geholt, deren Rivalität bis heute im Sudan besonders deutlich wird.
Nach den im 19. Jahrhundert vorherrschenden Sufi-Bruderschaften der Qadiriyya und Schadhiliyya und nach der Eroberung des Funj-Reichs 1821 durch Türkisch-Ägypten begannen reformistische Heilslehren ihren Einfluss auszubreiten. Um 1818 bis 1820 wurde die Khatmiyya-Tariqa durch ihren Begründer Mohammed 'Uthman al-Mirghani (al Chatim) eingeführt, die sich unter seinen Nachfolgern im Norden und Osten des Landes verbreitete und bis heute über beträchtlichen politischen Einfluss verfügt.
Im Zentrum einer anderen neuen Doktrin stand der zu erwartende endzeitliche Mahdi, der das Böse bekämpfen und eine gereinigte Welt schaffen würde. 1881 erschien der Mahdi in Gestalt von Muhammad Ahmad (1843–1885), ein Schüler der Sammaniyya-Tariqa, der den Dschihad gegen die Ungläubigen (er meinte die türkisch-ägyptische Besatzung) ausrief und dessen theokratischer Staat 1898 von anglo-ägyptischen Truppen besiegt wurde. Eine neuerstandene Nachfolgeorganisation des Mahdi (Ansar, „Helfer“) gewann ab den 1930er Jahren großen wirtschaftlichen Einfluss und wurde von einer fanatischen Bewegung zu einer noch heute bedeutenden Kraft im Sudan.
In den 1950er Jahren trat außerdem eine von Ägypten unabhängige sudanesische Muslimbruderschaft (Kurzbezeichnung Ichwan, „Bruderschaft“) auf. Ab 1977 begann Numairi, der 1969 als Präsident einer Linksregierung an die Macht gekommen war, eine ideologische Hinwendung zum Islam. 1983 führte Numairi die Schari'a-Gesetze ein. Ab 1985 begann eine strenge Islamisierung durch den Anführer der Muslimbrüder Hasan at-Turabi, einschließlich der Trennung von Männern und Frauen im öffentlichen Leben, Einführung islamischer Kleiderordnung und Staatsdoktrin, was nicht nur die Auseinandersetzungen mit dem christlichen Südteil des Sudan befeuerte, sondern auch Widerspruch in republikanisch-islamischen Kreisen hervorrief. Die Organisation der Republikanischen Brüder versuchte sich der Einführung der Schari'a zu widersetzen. Ihr Gründer Mahmud Muhammad Taha sprach von einer Entwicklungsfähigkeit koranischer Glaubensinhalte, betonte deren Historizität und die Auslegbarkeit der Schari’a. 1985 wurde er wegen Volksverhetzung und Apostasie hingerichtet.

### Südafrika
In Südafrika leben 2008 knapp zwei Prozent Muslime, im Jahr 1840 stellten 6400 Muslime ein Drittel der Einwohner von Kapstadt. Als Gründer der islamischen Gemeinschaft gilt Scheikh Yusuf al-Taj al-Chalwati al-Maqasari, genannt nach seiner Heimat Scheich Yusuf von Makassar, ein 1694 aus Indonesien vor der holländischen Kolonialherrschaft geflohener oder von ebendieser deportierter Islamgelehrter und Sufimystiker, der heute als Heiliger verehrt wird. Die ersten indonesischen Muslime wurden bereits 1658 von der Insel Ambon hierher gebracht, um die holländischen Siedlungen vor den Khoi Khoi zu verteidigen. Im 17. und 18. Jahrhundert wurde der Islam in Südafrika durch Arbeiter, (politische) Sträflinge und Sklaven der Niederländisch-Ostindischen Kompanie (VOC) verbreitet. 1667 kamen drei Sufi-Scheichs in einer Gruppe von über 1000 politischen Gefangenen der VOC aus Indonesien. Private Religionsausübung war den Sklaven erlaubt. Die Scheichs verbreiteten heimlich ihre (vermutlich) Qadiriyya-Doktrin in Privathäusern, 1793 wurde eine Madrasa eröffnet und um 1800 die erste Moschee.

## Islamische Glaubensrichtungen in Afrika

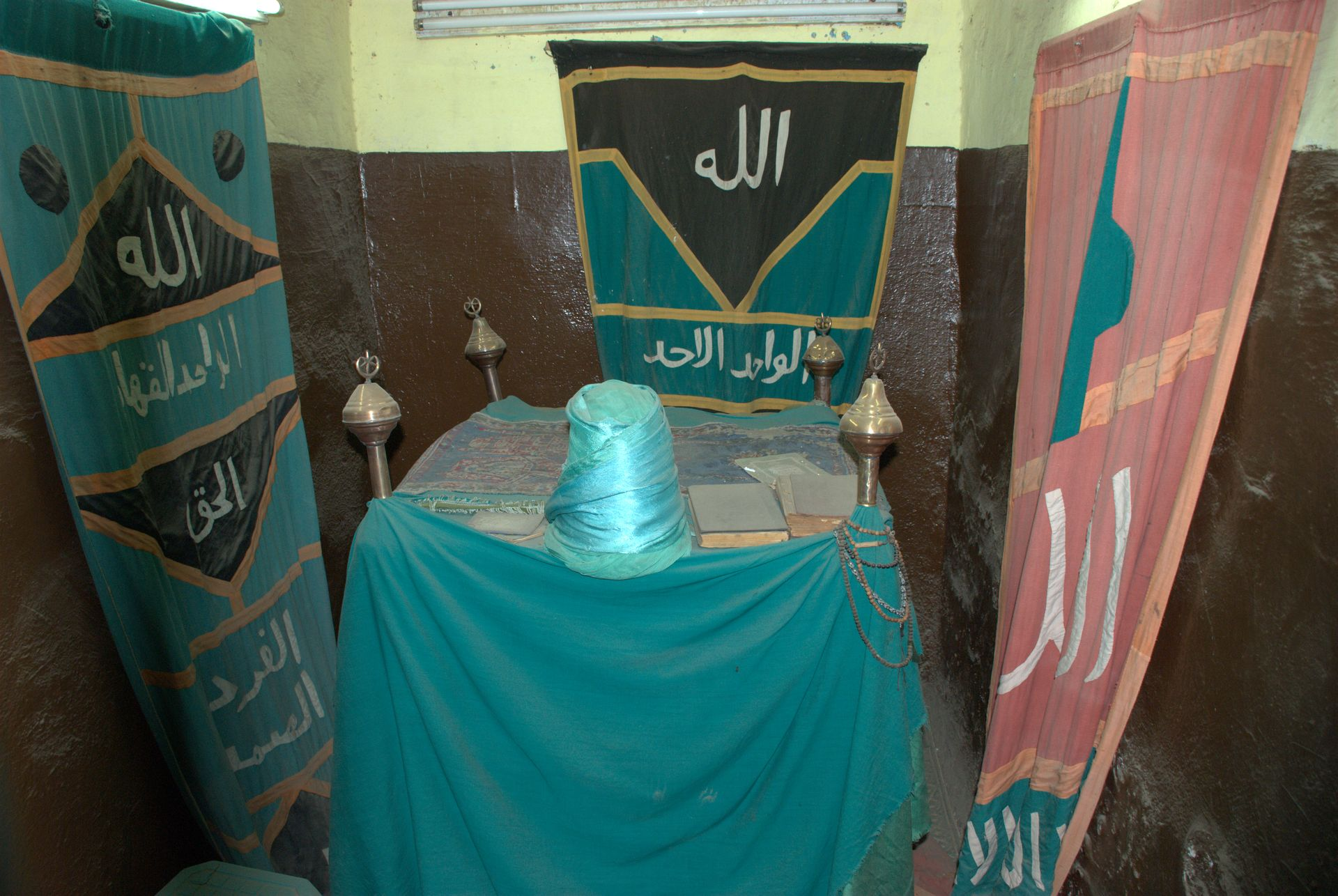
Turba (Grabmal, wörtlich: „Erdhaufen“) in der Altstadt von Kairo in einem einfachen Gebäude mit Flachdach. Der Stoffknoten symbolisiert den Kopf mit Turban des Sufi-Heiligen. Davon werden Kuppelbauten zur Verehrung von Heiligen unterschieden, die nördlich der Sahara ebenso zahlreich anzutreffen sind. Diese müssen nicht unbedingt am Bestattungsort liegen und heißen arabisch Qubba. Der Sarkophag heißt Tābūt, das darüber gespannte Tuch Kiswa.

Über bestimmte rituelle Praktiken wie das Freitagsgebet, die Pflege islamischer Feiertage oder die jährliche Wallfahrt zu einem Heiligengrab können unterschiedliche Glaubensformen eine Gemeinschaft konstruieren. Eine Unterscheidung zwischen städtischer orthodoxer Tradition der Eliten und einer lokalen Praxis der Landbevölkerung mit Heiligenverehrung gilt als überholt. Stattdessen sollte von verschiedenen gleichwertigen Lehren des Islam gesprochen werden.

### Rechtsschulen
Von den vier Rechtsschulen (Madhahib) des sunnitischen Islam hatte sich die konservative, aus Medina stammende Schule der Malikiten im Sudan, den meisten Ländern Nordafrikas und weiter in westafrikanischen Ländern wie Mauretanien und Ghana als erste durchgesetzt.
In Ägypten, Sudan, Äthiopien und Somalia sind Schafiiten am weitesten verbreitet. Auch an der ostafrikanischen Küste konnten die aus den Ländern Südarabiens stammenden Schafiiten aufgrund ihrer Handelsverbindungen eine Mehrheit bilden. Sie stehen in Opposition zur konservativsten Schule der Hanbaliten, die fast nur in Saudi-Arabien angewandt wird.
Am Horn von Afrika haben sich die Rechtsschulen kleinräumig ausgebreitet: Einige Hanafiten gibt es in Eritrea und Teilen Äthiopiens, dazu gehört ein Stadtviertel von Harar (osmanischer Einfluss. Die restliche Stadt ist schafiitisch). Ibaditen gibt es nur in kleinen Gruppen in Algerien (dort die berberischen Mozabiten) und durch die früheren omanischen Herrscher auf Sansibar.
In Ostafrika gibt es, vor allem unter der indischen Bevölkerungsgruppe einige Ismailiten, in deren esoterischem Glauben der siebte Imam Ismail verehrt wird. Nach der iranischen Revolution 1979 bewirkte eine Flut von Missionierungsbroschüren aus dem Iran eine Politisierung des Islam und eine geringfügig zunehmende Anzahl schiitischer Glaubensanhänger.

### Sufismus in Afrika

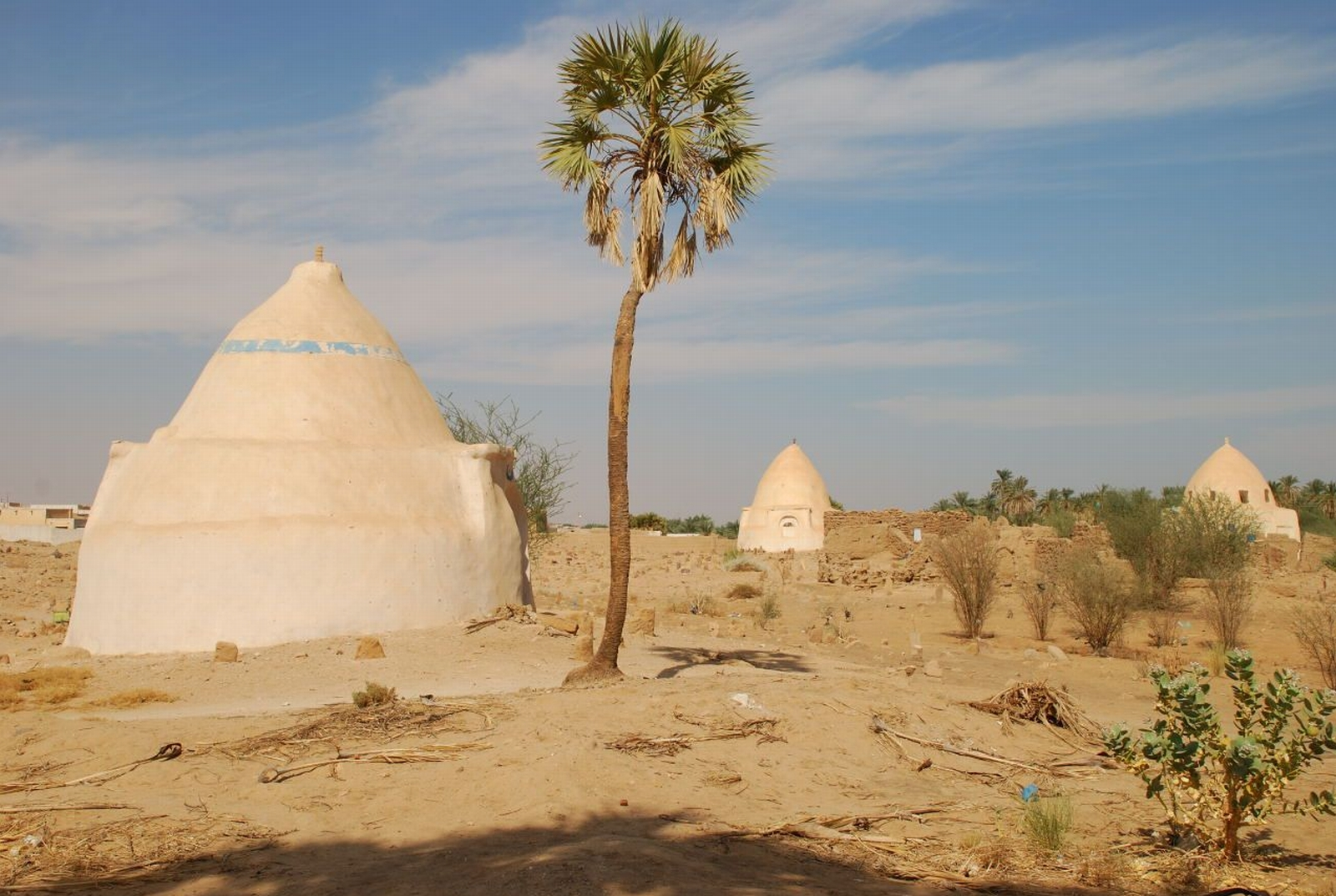
Drei Wali-Gräber aus ungebrannten Lehmziegeln. Friedhof eines Dorfes südlich Karima, Sudan. Der Innenraum des linken und mittleren Grabbaus ist durch ein rundes Lehmziegelgewölbe auf halbe Höhe begrenzt, das dritte Grab rechts ist nach oben offen und verfügt über Lichtöffnungen.

Religiöse Praktiken werden danach beurteilt, ob sie wirksam sind. Glaube basiert auf kollektiver Erfahrung. Gemäß islamischer Tradition gab es diese mystische Strömung bereits zu Zeiten Mohammeds. Zeitgleich und im Verein mit den arabischen Eroberern und Händlern gelangten Islam und Sufi-Glauben in die Länder Afrikas. Bald wurden Waren und Religion von afrikanischen Händlern übernommen und weiter transportiert. Viele der Händler waren Mitglieder von Sufi-Bruderschaften (Tariqa, Mehrzahl: Turuq), die ihre besondere Segenskraft (Baraka) bis auf die Familie des Propheten zurückführen konnten. Als Wahrsager, Traumdeuter und Wunderheiler wurden die Glaubenslehrer auch in entlegenen Gebieten angenommen. In der Sudanregion waren nach Reisebeschreibungen des 17. Jahrhunderts mit Ziegenfell bekleidete, allein reisende Bettelmönche unterwegs, die von kriegerischen Auseinandersetzungen unbehelligt durch alle Herrschaftsgebiete ziehen konnten. Im Maghreb traten sie organisiert als Marabout auf: Glaubenskämpfer und Missionare, die in Klosterfestungen (Ribāṭ) lebten und einen volksnahen Sufismus bei den nur oberflächlich islamisierten Berbern verbreiteten. Im kulturell arabisch dominierten Nordafrika gelangte durch den Sufismus die Heiligenverehrung ins Zentrum der Glaubenspraxis. Je mehr Heilige, umso weniger ist der Glaube an Engel verbreitet. Dagegen kennt der Sufismus in Schwarzafrika, wo im Volk islamische Magie gepflegt wird, den nordafrikanischen Gräberkult praktisch nicht.
Schriftkundige Vermittler des auf Arabisch zu lesenden Koran – Vermittler zwischen Gläubigen und Gott – ersetzten oder ergänzten die traditionellen Heiler. Der Glaube, den diese Islamgelehrten predigen, muss damit nicht weniger rigoros sein. Im Fall von Usman Dan Fodio und anderen Reformern trat Sufismus militant in Erscheinung.
Wichtige Turuq sind die im 11. Jahrhundert gegründete Qadiriyya und die Tidschani, das letztere ist eine islamische Reformbewegung, die sich ab Ende des 18. Jahrhunderts von Marokko aus in Westafrika verbreitete. Einige Turuq wurden nicht aus der Idee zu einer Glaubensreform neu gegründet, sondern haben sich wegen eines Nachfolgestreits nach dem Tod des Scheichs unter dessen Schülern abgespalten. Die unzähligen Bruderschaften, viele mit nur lokalem Einfluss, lassen sich auf eng verzweigten Stammbaumdarstellungen orten. Beispielhaft sei die Salihiyya erwähnt, die sich aus dem libyschen Sanussiya-Orden des 19. Jahrhunderts über die Idrissiya eines marokkanischen und die Rashidiyya eines sudanesischen Scheichs im Norden Somalias entwickelte.
Zu den Mausoleen der Scheich werden jährliche Wallfahrten veranstaltet. Unter Scheich wird ein Heiliger, ein verehrter alter Mann und meist zugleich ein politischer Führer verstanden, der die Lehren seiner Tariqa verbreitet. Wali ist ein anderer Begriff, der einen Heiligen bezeichnet, der einen Ruf als Wohltäter, Helfer oder Freund genießt. Islamische Heilige werden im Unterschied zum christlichen Verständnis nicht von einer Instanz heiliggesprochen, sondern entwickeln sich durch Verehrung ihrer Person in einem lokalen Rahmen zu solchen, manche gewinnen später darüber hinaus an Bedeutung. Nach dem Tod wird ihre Grabstätte zum Ort der Heiligenverehrung, da ihr Baraka am Grab weiterwirken soll. Ihr segensreicher Einfluss beruht auf einer besonderen Kraft, die jedem Schüler eines Ordens von seinem Lehrmeister übertragen wird, eben jener bis zum Propheten selbst zurückgeführten Initiationskette (Silsila). Das namentliche Erlernen dieser Abfolge ist ein wichtiger Teil der Schulung. Die Körper der verstorbenen Heiligen sollen nicht verwesen und zu bestimmten Zeiten einen Geruch von Moschus oder ein Licht aussenden. Ist das Grab durch eine mit Tüchern behängte Holzkonstruktion dargestellt, so kann auch die feuchte Erde darunter ein besonderes Zeichen sein. Das übliche Ritual, mit dem der Pilger die Kraft auf ein gewünschtes persönliches Ziel lenken möchte, besteht aus dem siebenfachen Umschreiten des Heiligtums gegen den Uhrzeigersinn.

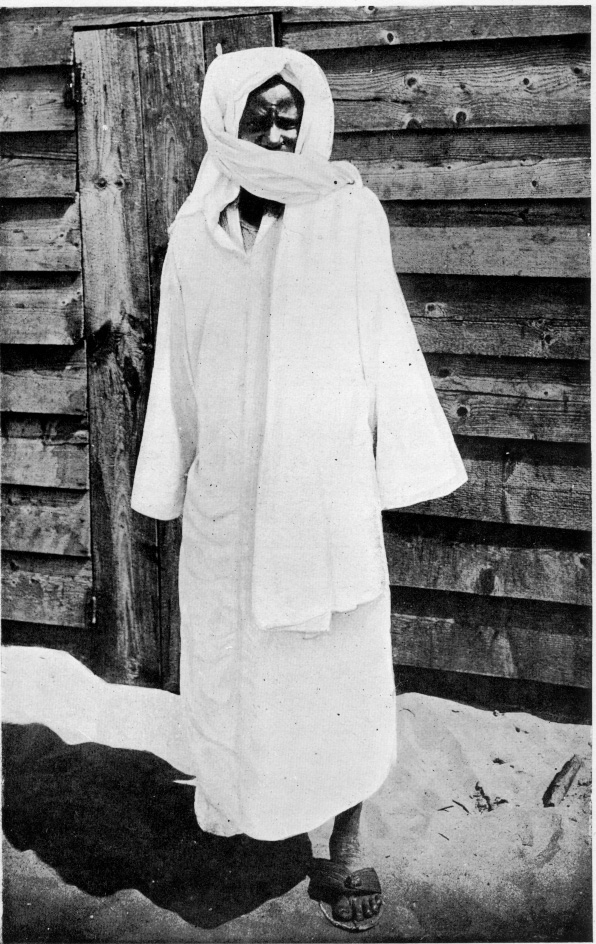
Amadou Bamba um 1900

Sufi-Bruderschaften sind über ihre religiöse Bedeutung hinaus soziale Netzwerke, Vertrauensbündnisse für wirtschaftliche Beziehungen und können – ganz ohne Trance – beträchtliche politische Macht ausüben. Die Einstufung als Volksislam ist daher unzutreffend. Im Maghreb werden die Turuq als Gegenpol zum radikalen Wahhabismus eingeschätzt und staatlich gefördert.
Im Senegal galt der Islam – von neueren islamistischen Tendenzen angesehen – bisher als liberal. Der erste Präsident nach der Unabhängigkeit, Léopold Sédar Senghor, regierte 20 Jahre lang als Christ ein Land mit 95 Prozent Muslimen. Die vier oder fünf wichtigsten Bruderschaften sind im Senegal mächtiger als in jedem anderen Land südlich der Sahara. Besonderen Einfluss haben die Marabouts der Muridiyya, einer Reformbewegung, die um 1900 von Amadou Bamba M'Backé (1850–1927) gegründet wurde und besonders städtische Jugendliche anspricht.

### Der Maghreb als Ausgangspunkt sufischer Bewegungen
Im 12. Jahrhundert erlebte der mystische Sufismus in Nordwestafrika seine Blütezeit. Im Zentrum stand Abu Madyan (1126–1198), der Islamgelehrte, Dichter und heutige Patron der algerischen Stadt Tlemcen, in dessen Nähe sich der in Sevilla Geborene nach langen Lehr- und Wanderjahren niederließ. In Bagdad soll er Rifāʿī getroffen und indische Atemtechniken erlernt haben. Von seinen Ehrentiteln – einer ist „Scheich des Westens“ – verweist Qutb (eine zentrale „Achse“, um die sich die Erde dreht) am deutlichsten auf die Bedeutung dieses Heiligen, dessen Gedichte im Maghreb beim Dhikr rezitiert werden. Über einen der Lieblingsschüler Abu Madyans lernte Ibn Arabi (1165–1240) – „der größte Scheich“ – seine Lehren kennen. Im Gegensatz zu Abu Madyan, dessen Wundertaten erzählt werden, erzielte Ibn Arabi keine Wirkung beim Volk, der Einfluss von Ibn Arabi entwickelte sich aus seiner umfangreichen Literatur auf die islamische Philosophie und christliche Mystik.
Eine puritanische Gegenbewegung, die primär auf das Selbstverständnis, mit dem die Sufi-Mystiker den Koran auslegten, zielte und die Freiheit kritisierte, mit der sie sich Gott näherten, brachte den Sufismus insgesamt in die Defensive. Geistiger Führer gegen die Dekadenz von Heiligenkulten und für die religiöse Erneuerung war Ibn Tumart (1077–1130), der den kämpferischen Berbern der Almohaden-Dynastie ihre moralische Grundlage gab. Als die Almohaden den gesamten Westen erobert hatten, kam es zu Hinrichtungen wegen Gotteslästerung. Eines der ersten Opfer war Abu Madyan. Es begann die Flucht vieler Sufis, ihre Schriften wurden verbrannt. Der Sufismus als geistige Kraft war im 14. Jahrhundert kaum mehr existent.
Im Volk lebte der Sufismus mit Heiligenverehrung und Wallfahrten weiter, besonders durch die Lehren von Abu-l-Hasan asch-Schadhili (1196/1197–1258). Im westlichen Rifgebirge liegt neben einer Höhle das Grab des Heiligen und Schutzherren des Gebietes, ʿAbd as-Salām ibn Maschīsch (1140–1227). Der Besuch seines Grabes und der Höhle, von deren Decke Wasser tropft, das Baraka enthält, gilt als „kleine Pilgerfahrt“ und als gleichwertiger Ersatz für den Haddsch nach Mekka. Abdeslam war einer der größten Sufi-Lehrer des Maghreb, obwohl über ihn selbst wenig bekannt ist. Seine Lehre wurde durch seinen Schüler Abu-l-Hasan asch-Schadhili über ganz Nordafrika verbreitet und wird nach diesem Schadhiliyya genannt. Er floh vor der Verfolgung nach Andalusien und lehrte später in Ägypten, wo er 1258 starb.
Die Ausbreitung der Schadhiliyya-Tariqa wurde durch feste Ordensregeln erleichtert, die im gesamten Nordafrika in klosterähnlichen Zentren den Tagesablauf regelten. Im Westen wurden daraus befestigte Siedlungen (Ribāṭ) für Glaubenskämpfer an der Grenze zum Feindesland, im Osten konnten aus den Ordensschulen (Khānqāh) ganze Dörfer entstehen. Eigenes Ackerland wurde an Bauern verpachtet, die Erträge abliefern mussten. Die Zentren hatten teilweise eine eigene Steuerhoheit. Daneben erhielten sie Geld aus frommen Stiftungen. Zum Erneuerer der Schadhiliyya wurde im 15. Jahrhundert Mohammed ibn Sulaiman al-Dschazuli (1390er Jahre–1465), der aus der marokkanischen Meriniden-Dynastie der Berber stammte. Da er in Marrakesch patriotische Reden hielt und zum Kampf gegen die Portugiesen aufrief, war es ihm erlaubt, zugleich die Mystik seiner Dschazuli-Lehre zu verbreiten. Er ist der am meisten verehrte Heilige unter den Sieben Heiligen von Marrakesch. Nachfolger im Heimatgebiet der Schadhiliyya war Ende des 15. Jahrhunderts die Aissaoua- und im 17. Jahrhundert die Nasiriyya-Bruderschaft. Al-Dschazulis Schüler Abu Bakr ibn Muhammad (1537–1612) gründete die Dila-Bruderschaft, deren Zawiya (Ordenszentrum) in der Nähe der marokkanischen Kleinstadt Boujad lag. Viele der reformerischen Ordensneugründungen im 19. Jahrhundert in Ost- und Westafrika sind feine Verästelungen aus dem Stamm der Schadhiliyya.

### Reformbewegungen I
Seit den 1990er Jahren werden im Senegal vorwiegend in den Städten die strenggläubigen Wahhabiten stärker. Sie kritisieren, was Sufis schon immer vorgeworfen wurde: Heiligenverehrung und unislamische Rituale, also Synkretismus. Nachdem sich die Wahhabiten sozialen Fragen zuwandten und politische Forderungen stellten, erhielten sie Zulauf. Ihr Ziel ist die langsame Islamisierung der Gesellschaft von unten und die Eroberung der politischen Macht. Einige der in den 1970er Jahren gegründeten islamistischen Organisationen halten sich mittlerweile mit Kritik an den Sufis zurück, lassen sogar ein wenig Heiligenverehrung zu und respektieren die Marabouts, um vom Ansehen, das diese bei den Massen genießen, einen Abglanz zu erhalten. Die Annäherung dient diesem Zweck.
Dasselbe Ziel der Islamisierung hatte ab Ende des 18. Jahrhunderts Usman Dan Fodio (1754–1817), ein religiöser Führer des Qadiriyya-Ordens, mit militärischen Mitteln erreicht. Zunächst gewann er Einfluss am Hof des Sultans von Gobir, aber um 1790 wurde seine Gemeinschaft zur Bedrohung der herrschenden Interessen. Im Jahr 1804 griff eine Gobi-Armee Usman an. Er musste fliehen, seine Fulbe-Reiterarmee führte einen heiligen Krieg, den Dschihad der Fulbe gegen die Hausa-Königreiche des heutigen Nigeria. Usman Dan Fodio eroberte die Hauptstadt des Sultans von Gobir, wo er das Kalifat von Sokoto und 1809 die neue Stadt Sokoto gründete. Die wirtschaftliche Blüte des neuen Kalifats wurde zum „Sokoto-Modell des Dschihad“. Nach diesem Vorbild entstanden im Verlauf des 18. Jahrhunderts in Westafrika weitere theokratischen Fulbe-Staaten: das Massina-Reich im heutigen Mali, Fouta Djallon, ein Bergland im heutigen Guinea, und das Reich von Fouta Toro im Senegal. Im 19. Jahrhundert gerieten diese Staatsgebilde in Konflikt mit den französischen Kolonialtruppen.
Die religiösen Eiferer betrieben in den eroberten Gebieten keine aktive Missionierung, im Gegenteil, sie verhinderten oft den Übertritt der Einheimischen zum Islam. Fulbe fühlten sich rassisch und durch ihre Religion überlegen, die sie quasi als Schlüssel zum Erfolg monopolisierten. Die Exklusivität des Islam gaben sie erst in den 1950er Jahren auf.
Die von den meisten Muslimen abgelehnten Ahmadiyya missionieren mittels eigener Koranübersetzungen in Landessprachen. So arbeitete unter anderem ein Ahmadi an der ersten Übersetzung des Korans auf Swahili. 1953 brachte die Ahmadiyya-Bewegung ihre eigene Koranübersetzung auf Swahili heraus. Die den arabischen Originaltext und einen ausführlichen Kommentar umfassende Übersetzung wurde zum Teil heftig von orthodox ausgerichteten Predigern angegriffen, die ihr eine Fehlübersetzung vorwarfen, andere wiederum fühlten sich herausgefordert. So arbeitete beispielsweise Abdallah Salih al-Farsi entgegen seinem Grundsatz, keine Übersetzung von heiligen Schriften zu erarbeiten, an einer „orthodoxen Übersetzung“. Ihr Einsatz wird von mildtätigen und entwicklungsorientierten Leistungen begleitet. Die einzige der Reformbewegungen außerhalb Afrikas, die nicht im arabischen Raum, sondern in Indien entstand, versucht ihre Anhängerschaft in Afrika durch Agitation gegen den Wahhabismus, die als „De-Arabisierung“ des Islam angeboten wird, zu erhöhen. Ein gewisser Erfolg wird bei Jugendlichen und westlich orientierten Intellektuellen erzielt. Ab den 1920er Jahren sind Ahmadiyya in bestimmten Gebieten Westafrikas, wie der Gegend um Lagos, im Süden der Elfenbeinküste und im Norden Ghanas (dort um Wa) vertreten. In Südafrika erlangte der „South Africa Ahmadiyya Court Case“ (1982–1985) internationales Aufsehen.

## Afrikanischer Volksislam

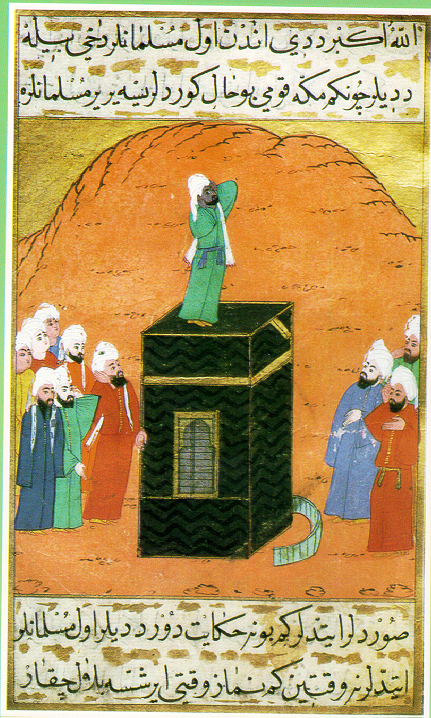
Bilal

Der Islam hat sich im zeitlichen Verlauf der Ausbreitung in Afrika in seiner Glaubenspraxis stark verändert. Bei der Frage, wie sich ein afrikanischer Islam gebildet hat, gibt es zwei Blickrichtungen: eine Islamisierung Afrikas, dann eine Afrikanisierung des Islam. Aus deren regional eigenem Wechselverhältnis ergibt sich eine jeweils spezifische Volksfrömmigkeit, zu der im Grundsatz die Beachtung der vereinigenden Elemente des Islam gehören: Die Anerkennung des universalen Gesetzes (Schari'a)' das in der Praxis durch einen Geistlichen repräsentiert wird; das Glaubensbekenntnis (Schahāda); die Übernahme der Riten gemäß dem islamischen Mondkalender; die Beachtung der Kategorien harām und halāl. Hierzu gehören Vorschriften zur Tierschlachtung und das Verbot von Verstümmelungen, Hautritzungen und Tätowierungen.
Mit Bilal, einem äthiopischen Sklaven und frühen Getreuen Mohammeds, wird der afrikanische Einfluss auf den Islam verehrt. Er hatte die Aufgabe, die Gläubigen im Umkreis des Propheten zum Gebet zu rufen, also gilt er als der erste Muezzin. Bilal wurde in der Überlieferung zum Vorfahr afrikanischer Muslime. Der Älteste seiner sieben Söhne siedelte in Mali, die Chronik führt seine Nachkommen bis zu den Herrschern des Mali-Reichs.

### Das Verhältnis zum Volksislam
Das Verhältnis vom „offiziellen“ Islam zu bestimmten religiösen Praktiken und Glaubensinhalten, die als Volksislam bezeichnet werden, ist eines der Tolerierung oder Ablehnung. Einflüsse von traditionellen afrikanischen Glaubensvorstellungen werden entweder als Adat (Tradition) akzeptiert oder als Bidʿa (Ketzerei) verurteilt. Entfernt von der islamischen Lehre der Rechtsgelehrten (Ulama) bewegen sich Mitglieder von bestimmten Sufi-Orden, deren Gründer als Heilige bekannt wurden und die teilweise ein asketisches Leben führen. Von beiden Gruppen weiter abgestuft und als Aberglaube und Häresie verurteilt werden Auswüchse im Volksglauben, die durch Predigten von einzelnen Amulett-Händlern, Wunderheilern und Weissagern verbreitet wurden. Besonders im Maghreb wurde der Islam weder von Rechtsgelehrten, noch von Sufi-Mystikern, sondern erst durch den emotionalen Heiligenkult im Volk verbreitet. Die zahlreichen Sufi-Bruderschaften pflegen in sehr unterschiedlichem Maß eine puritanisch strenge oder eine mystische Religion, oder einen von Geistwesen dominierten volkstümlichen Kult. Zu den letztgenannten Gruppen, die besonders in Marokko am Rande der Gesellschaft agieren, gehören die Gnawa und die Hamadscha. In ihren Ritualen spielen Musik und Tanz eine wesentliche Rolle. Im Zentrum der Hamadscha-Verehrung steht der weibliche Geist Aisha Qandisha.
Reformbewegungen gegen „heidnische“ Bräuche und Gräberkult (Ziyāra) wurden sowohl von der islamischen Orthodoxie, als auch von Sufi-Scheichs ins Leben gerufen. In Westafrika wandte sich Ahmad al-Tidschani, Gründer der Tidschaniyya, gegen Heiligenverehrung und zugleich gegen den politischen Kampf (also gegen die Marabout). Im Osten errichtete der sudanesische Mahdi, ein Scheich des Sammaniya-Ordens, eine Herrschaft der religiösen Intoleranz.
Was gegenüber dem Allgemeinbegriff „Islam“ als Volksislam bezeichnet werden soll, kann nur innerhalb des jeweiligen kulturellen Rahmens geklärt werden. Der Islam kam in erster Linie ohne die arabische Kultur als Rechtslehre nach Schwarzafrika und bildete einen, der lokalen Gemeinschaft übergeordneten, gesetzlichen Rahmen. Die afrikanische Kultur wurde in diesem Prozess als passiver Faktor mit dem Islam verbunden. So ist für die muslimische Heirat die Zahlung einer Brautgabe (Geschenk vom Bräutigam an die Braut, Sadaq oder Mahr) erforderlich. Diese Regel wurde in den als Übergangsritual verstandenen afrikanischen Hochzeitsbrauch eingebaut und hatte auf diesen insgesamt wenig Einfluss. Inwieweit Praktiken und Glaubensinhalte dem Islam oder einer früheren Tradition zuzuordnen sind, wird innerhalb einzelner Kulturen unterschiedlich wahrgenommen. Zwei benachbarte Volksgruppen in Darfur sollen als Beispiel dienen: Die islamisierten Berti unterscheiden sprachlich zwischen āda, „Gewohnheit“ und dīn, „Religion“; sie treffen also im Einzelfall Zuordnungen, können aber beides im Alltag konfliktfrei verbinden. Auf den Genuss von Hirsebier wird nicht verzichtet, dafür auf die täglichen Gebete. Die unter dem Einfluss des Tidschaniyya-Ordens stehenden Zaghawa sind ebenfalls praktisch zu 100 Prozent Muslime, beurteilen ihre Opferkulte und Regenmacherzeremonien jedoch nicht als „vorislamische Bräuche“, sondern als integralen Teil ihrer religiösen Tradition.

### Einzelne Gründe für den Übertritt zum Islam
Die Annahme des sich unter den ersten arabischen Dynastien in Nordafrika ausbreitenden Islam war wohl zumeist eine Vermeidungsstrategie. Bereits das Abbasiden-Kalifat (750–847) betrieb regen Handel mit Elfenbein, Edelhölzern, Fellen und Sklaven. Die Scharia verbot die Versklavung von Muslimen. Die Bezahlung von Steuern und der Abtransport in die Sklaverei konnte durch den Übertritt zum Islam verhindert werden. Der politisch-kulturelle Dominanzanspruch der islamischen Kernländer war dem der späteren europäischen Kolonisten nicht unähnlich. Die Verachtung der schwarzen Bevölkerung durch die Araber belastete als Hypothek das Verhältnis zwischen beiden. Zusammen mit den Sklavenhändlern wurde der Islam als feindlich empfunden und verbreitete sich in den Binnenländern entlang der Handelsrouten eher zögerlich. Es ergab sich im Norden ein Konversionsdruck in den Städten und allgemein in arabisch dominierten Gebieten und eine eher ablehnende Haltung gegenüber dem Islam auf dem Land. Weiter südlich lebende Völker, die unter der Geißel der Sklavenjäger litten, konnten wenig Verständnis für die Religion der neuen Herren entwickeln.
In Ostafrika war der Islam eingebunden im Netz der Handelsbeziehungen zwischen den Swahili-Küstenstädten untereinander und dem Inland. Händler und Auswanderer aus dem arabischen Raum brachten ab dem 13. Jahrhundert neben ihrer Sprache den zum jeweiligen Zeitpunkt in ihren Herkunftsländern praktizierten Glauben mit, so dass es zu einem fortwährenden Prozess der Angleichung und Erneuerung des Islam kam. Regelmäßig diffamierten neu eingewanderte Araber den vorgefundenen Glauben als unorthodox. Entsprechend den Abstammungslinien in Arabien bildeten sich innerhalb der Swahili-Gesellschaft soziale Schichten.
Die afrikanische Bevölkerung strebte durch Konversion zum Islam die Teilhabe am Erfolg arabischer Händler an, damit verbunden sollte eine Abgrenzung von der untersten Schicht der Ungläubigen sein. Das erstrebte Statusideal war indes nicht erreichbar.
Es gab weitere Gründe, die bewogen, zum Islam überzutreten: Nachdem in den Städten im 19. Jahrhundert bereits eine größere islamische Bevölkerungsgruppe lebte, traten auch Träger von Handelskarawanen zum Islam über. Bei tödlichen Unfällen fern von Heimat und Familie war dann ein Glaubensbruder zur Seite, der für ein würdevolles Begräbnis sorgen könnte. Mehr am Diesseits orientiert: die an einen afrikanischen Initiationsritus erinnernde Beschneidung erleichterte den Kontakt zu den städtischen Swahili-Frauen, da Mann nun derselben Kultur angehörte.
In Südafrika wurde mit den muslimischen Sklaven von den indonesischen Inseln das Heilungsritual Ratiep importiert. Dieser Sufi-Kult stellt eine Verbindung zu Gott her, damit die Seele Kraft erhalte im Ausgleich für die Sklavenarbeit des Körpers. Ratiep ist eine synkretistische Praxis, die sich von einem alten Hindu-Tanz der Insel Bali herleiten lässt. Mit einem monotonen Gesang im Hintergrund wurde ein halbhypnotischer Schwerttanz aufgeführt, wobei es zu Hautverletzungen kommen konnte. Im Kapstadt des 18. und 19. Jahrhunderts war das Ritual hauptsächlicher Anlass für Übertritte zum Islam. Was als Zugeständnis für einfache Sklaven begann, geriet Ende des 19. Jahrhunderts als reiner Unterhaltungswert in Verruf. Heute ist Ratiep in der muslimischen Arbeiterschicht der Townships in Kapstadt populär.
Ein neuer Beitrag zur islamischen Mission Ende des 19. Jahrhunderts war der Aufruf zum Kampf gegen die europäischen Kolonialherren. Da die Religion bereits als einheimisch gelten konnte, gab es zur Zeit der antikolonialen Aufstände aus Protest massenweise Übertritte zum Islam. Das Christentum galt als Unterdrückerreligion. (Zur gegensätzlichen Situation in Nigeria siehe unten.)

### Afrikas Einfluss auf den Islam
Größtes zu überwindendes Hindernis vor der Annahme des Islam ist die kosmogonische Ordnung afrikanisch traditioneller Glaubensvorstellungen, unterhalb welcher der Mensch im Alltag streng in eine Sozialstruktur eingebunden ist. Diese umfasst als Gesamtheit über die Gegenwart hinausgehend die Totenseelen der Verstorbenen bis zu fünf Generationen zurück. Hier nimmt der Einzelne seinen Platz innerhalb der Schöpfungsordnung ein, im Islam ist er allein gegenüber Gott. Ahnenverehrung in Afrika ist dort fundamental und völlig fremd im Islam. Die Vergangenheit, aufgefasst als wirkliche (beeinflussende) Zeit, gelangt als afrikanisches Substrat in den Islam, dessen Gläubige ihre Pflichten im Heute und aus Koran und Sunna beziehen.
Praktisch wurden das Dogma des einen Gottes und die fünf Glaubensgebote übernommen und streng befolgt, ohne etwa Clanstrukturen und Heiratsregeln aufzugeben. Ebenso werden Besessenheitskulte (vgl. Bori) weiterhin von Priestern durchgeführt. Die Kraft der Magie wird vom Islam genauso wenig wie vom Christentum angezweifelt. Als Synkretismus gleichwertig werden traditioneller Glaube und Islam, wenn bei den muslimischen Songhai im Niger Besessenheitskulte, in denen Hauka-Geister angerufen werden, dieselbe Wirkung entfalten als alternativ die Rezitation islamischer Verse. In Nord-Nigeria wurden unter dem – bis vor kurzem noch gemäßigten – Islam bei Songhai und Hausa Bedeutung und Wirksamkeit von Maskenkulten und figürlichen Schreinen nicht geringer. – Dennoch erklärten die meisten Muslime in Nigeria, sie hätten ein Recht, Heiden zu bekehren und betonten ihre kollektivverpflichtende Bereitschaft zum Dschihad.

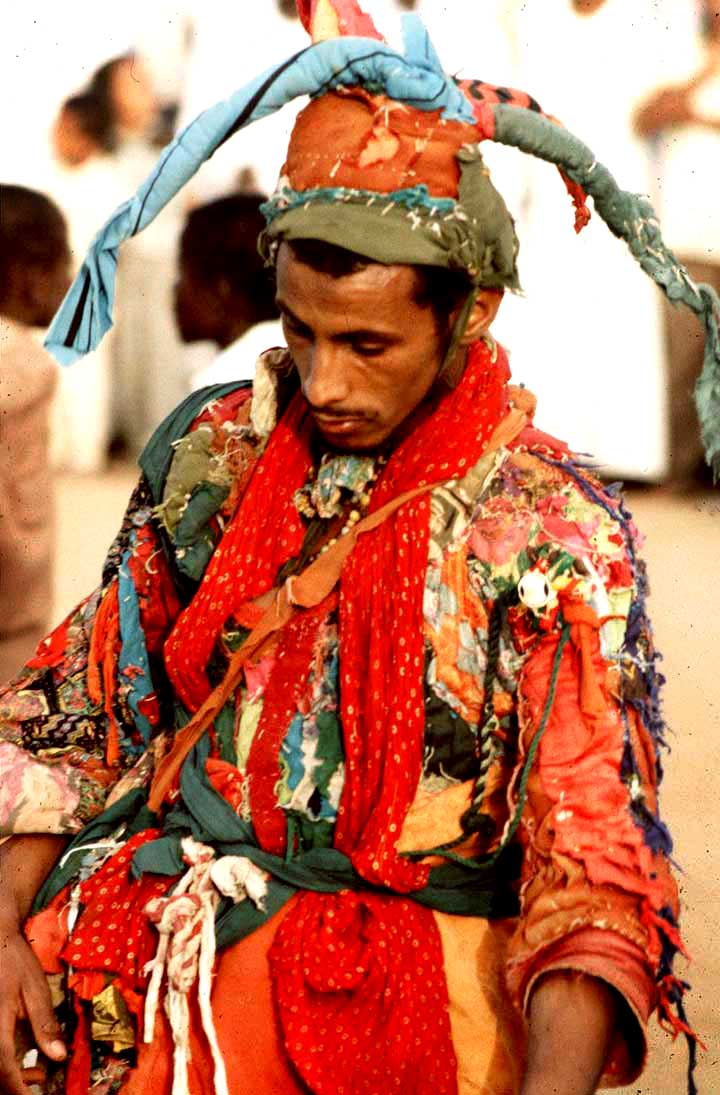
Sufi-Tänzer im Sudan. Er besetzt die Rolle des Außenseiters, vergleichbar einer komischen Figur, innerhalb einer choreografierten Tanzaufführung für Publikum, die jeden Freitag in Omdurman am Grabmal von Hamed al-Nil stattfindet. Dieser war im 19. Jahrhundert ein Scheich der Qadiriyya.

In der Sahelzone werden Amulette in Form von Ledertäschchen mit eingenähten Koransprüchen um den Hals oder am Arm getragen. Sie sollen die eigene Person, die Familie oder den Besitz gegen Hexerei und sämtliche Krankheiten schützen. Zu ihrer Herstellung wird ein Gelehrter gebraucht, der arabisch schreiben kann, und ein Handwerker, der das Papier in Leder einbindet. Vor dem bösen Blick schützt im weit verbreiteten Volksglauben vor allem die Hand der Fatima. Häufig wird Neid als Ursache für solcherart Schadenzauber angesehen. Als vorbeugende Maßnahme gilt Bescheidenheit: Kinder von Wohlhabenden werden in armselige Kleider gesteckt oder durch einen entsprechend niedrigen Namen herabgestuft (wie im Sudan Oschi, „Sklave“).
Für Besessenheitskulte und Heilungen ist in Ostafrika der Mganga zuständig. Er versteht seine Praktiken durchaus als mit dem Islam vereinbar und spricht zu Beginn die islamische Eröffnungsformel Bismillah. Bei teilweiser Überschneidung der Aufgaben ist doch der Mwalimu („Lehrer“) sein Gegenspieler. Er ist als Islamgelehrter eine Autorität, die religiöses Wissen vermitteln und vor allem die Gemeinschaft vor Bedrohungen durch unislamische Abweichungen schützen soll. Hierzu verfügt er über Baraka.
Ein weiteres Zeichen für die Assimilationskraft des Islam sind die ab dem 16. Jahrhundert aus dem Sahel nach Norden verschleppten Gnawa. Schwarzafrikanische Heilkünste sind durch die einstigen Sklaven in Marokko angekommen. Vieles aus der mit Hilfe von Dämonenmaskentänzen hervorgerufenen Geisteswelt vertrug sich mit dem arabischen Volksislam und ergab in seiner Grundstruktur zeitlosen Mythos.

### Sudan II – Zar-Kult und die Rolle der Frauen
Gegenüber einer zunehmenden politischen Radikalisierung des sunnitischen Islam hat sich im Sudan ein ausgeprägter Volksislam erhalten, in dem mit der Vorstellung von Heiligen und Geistern auch Marienverehrung vorhanden ist. Traditionelle Heiler, deren Rezepte auf Glaubensinhalten des Sufismus beruhen, werden in weiten Teilen der islamischen Bevölkerung akzeptiert. Sie sind als Nachkommen heiliger Männer (Walis) glaubwürdig, die von diesen erworbene Segenskraft (Baraka) zeigt, da sie nicht durch eigenes Handeln erworben werden kann, Allahs Wirken auf Erden und wird von den Heilern an ihre Nachkommen vererbt. Viele Heiler sind Scheichs, wodurch sie außer ihrer spirituellen über soziale und politische Macht verfügen. Sufi-Heiler lehnen normalerweise nicht die Schari'a ab. Obwohl Heiligenverehrung dem orthodoxen Islam widerspricht, gab es unter geistlichen Führern kaum Angriffe gegen Heiler, deren Autorität in weiten Bevölkerungskreisen anerkannt wurde. Von fundamentalistischen Gruppen werden sie gegenwärtig bedrängt.

#### Heiler
Es gibt zwei Gruppen von Heilern im Sudan: Der Faki (oder Feki) ist ein Wanderer, der von Dorf zu Dorf reist und seine religiösen Angebote verkauft. Er wird gefürchtet, weil er schwarze Magie (Schadenzauber) praktizieren kann. Frauen kommen zu ihm mit der Bitte, er möge ihren ausschweifenden Mann oder die rivalisierende Zweitfrau bearbeiten. Seine Heilerfähigkeiten sind geringer als die des Faqir. Er ist ein Gelehrter zweiter Ordnung, lebt von Almosen und verkauft Talismane. Als Exorzist wird er zum Bett des Kranken gerufen. Seine Illusionsmedizin wird gelegentlich durch das Verabreichen von Pflanzenwirkstoffen ergänzt. Viele Faki haben den Haddsch vollzogen, alle können den Koran lesen. Sie erteilen Unterricht für Kinder und werden bei Hochzeiten und Begräbnissen tätig.
Der Faqir organisiert Aktivitäten in Moscheen und Koranschulen und verhandelt Streitfälle als untere Instanz. Auch seine Heilmethoden basieren auf animistischen Bräuchen, Magie und dem islamischen Glauben. Die meisten Faqire wirken auf den nur von einem kleinen Zuschauerkreis umgebenen Patienten, dagegen konnte ein angesehener Heiler Anfang des 20. Jahrhunderts sein Baraka durch Winken der offenen Hände auf in der Menge sitzende Kranke übertragen.

#### Therapie durch Zar
Ein besonderer Geist wurde Ende des 19. Jahrhunderts vermutlich aus Äthiopien eingeführt. Der von Menschen besitzergreifende Geist erscheint in Gestalt eines Ausländers: eines Äthiopiers, eines christlichen Schwarzafrikaners oder eines Europäers. In einem oft mehrere Tage dauernden Zar-Kult werden die Wünsche des Geistes erfüllt. Als Gegenleistung für eine offizielle Anerkennung wurde eine Form des Rituals in Port Sudan in den 1980er Jahren durch das Verbot von Alkoholkonsum (siehe: Merisa) und Trinken des Opfertierblutes geglättet und die lautstarke Begleitmusik durch die Hinzunahme von Blechbläsern modernisiert.
Die meisten Zar-Praktiken werden von Frauen und nur wenigen daran teilnehmenden Männern durchgeführt. Frauen leben nicht unter dem Islam der Männer, in konservativ-traditionellen Gesellschaften pflegen sie, bedingt durch die Geschlechtertrennung, eine parallele islamische Kultur, deren Auslegung der Glaubensvorschriften dieselbe wie die ihrer Männer ist oder sich erheblich unterscheiden kann. Für den Sudan trifft Letzteres zu. Es ergeben sich Konflikte zwischen der äußeren, männlichen Welt des orthodoxen Islam, die gerade noch Sufi-Heilungen toleriert, und den volkstümlichen Ritualen der Zar-Praktikerinnen, den Schaichas, deren sozialer Status gering ist. Es sind meist ältere Frauen, die geschieden oder verwitwet sind; Abkömmlinge von Sklavenmüttern, die wegen ihrer dunkleren Hautfarbe ethnisch diskriminiert werden. Patienten sind ausschließlich Frauen, deren Besessenheit sich in psychosomatischen Beschwerden äußert und sich als Versuch der zeitweiligen Entgrenzung erklären lässt. Durch den offiziellen Islam marginalisierte Glaubensinhalte äußern sich im Kult unterprivilegierter Frauen in städtischen Randbereichen. Die Schaichas treten als Priesterinnen in einem Tanzritual auf, bei dessen Teilnahme, durch Opfergaben und nach einem Schuldeingeständnis die Patientinnen Heilung erwarten dürfen. Es bildet sich zwischen der Schaicha und ihren Patientinnen ein geschlossener Zirkel mit einer lebenslangen Mitgliedschaft. Frauen höherer Schichten, die in städtischen Zentren im Sudan und in Ägypten Partys mit Zar-Tänzen veranstalten, ebnen den Weg für eine allgemeine gesellschaftliche Anerkennung. Sie veranstalten Zar-Bori-Zeremonien mit Gesang, Tanz und Trommelbegleitung. Als öffentliche Tanz- und Musikveranstaltung durchgeführt, werden Anklänge an Zar-Rituale einem internationalen Publikum bekannt. Daneben existiert die ältere und traditionellere Form des Kults, die nach der im Zentrum stehenden Leier als Tanbura bekannt ist.
Anfang der 1930er Jahre beobachtete der Ethnologe Michel Leiris den Zar-Kult in Äthiopien. Das dargebotene Ritual begriff er als Schauspiel im Sinne einer Inszenierung, die allerdings weniger einer rationalen Kontrolle unterliegt (keine Simulation ist), sondern in dem der vorgestellte Zar-Geist tatsächlich erlitten wird. Leiris erkannte eine Verbindung von Theater und Ritual, die nicht ganz in die andere Welt des Heiligen führt, aber immerhin in eine Zwischenwelt, die die geistige Grundlage jedes Rituals beinhaltet: die religiöse Erfahrung.

### Kulturkonflikt mit traditioneller Religion
Religionswechsel kann zu Identitätskonflikten führen. Erste Swahili-Händler kamen in den 1840er Jahren von der ostafrikanischen Küste in das Königreich Buganda, dessen Herrscher Mutesa nicht nur die Waren der weit gereisten Muslime, sondern auch ihren Glauben annahm. Mutesa ließ eine große Moschee bauen und ermutigte die ansässig gewordenen Muslime zur Verbreitung des Islam. Ende der 1860er Jahre bezeichnete er sich selbst als Muslim. Er befolgte das Freitagsgebet, den Fastenmonat Ramadan und sorgte für eine islamische (Neu-)Bestattung seiner Vorfahren. Zum Streit mit seinen Clan-Ältesten kam es, weil er sich weigerte, sich beschneiden zu lassen und den Verzehr von Schweinefleisch aufzugeben.
Dem gegenüber war Osei Bonsu, Herrscher des Königreichs der Ashanti Anfang des 18. Jahrhunderts kein Muslim, trug aber einen islamischen Talisman, Umhänge mit arabischen Inschriften und den Koran bei sich. Einige Muslime an seinem Hof nahmen dafür an seinen Trinkgelagen und den jährlichen Opferritualen teil.
Ein neuer Kulturkonflikt entstand ab den 1930er Jahren aus der Négritude, einer Bewegung vom europäischen Kolonialismus weg und hin zu den panafrikanischen Wurzeln, und einem sich ausbreitenden, intoleranten, saudi-arabischen Islam. Der Konflikt zwischen der schwarzafrikanischen Tradition und der saudi-arabischen Form des Islam ist eine der Ursachen für Bürgerkriege im Sahel und Sudan. Dieser Islam, der in einen völlig neuen Lebensrahmen zwingt, ersetzt letztlich die traditionelle afrikanische Gesellschaft.

### Streit um den wahren Glauben
Angezettelt und gewonnen wird solch ein Streit in aller Regel von Vertretern des Dogmatismus. Voraussetzung ist ein bereits länger islamisiertes Gebiet. Der Kampf (Dschihad) wird verbal eingeleitet, indem einem Gebiet der Status eines Dār al-Islām abgesprochen wird.
Usman dan Fodio ging Ende des 18. Jahrhunderts gegen Hausastaaten ins Feld, in denen der Islam zusammen mit dem traditionellen Bori-Kult praktiziert wurde. Bori-Religionspraktiken zeigen (im Verborgenen noch) eine enge Verbindung mit dem Islam, genauer, sie zeigen, wie tief der Islam in der Gesellschaft angekommen war. Einige der Geister lebten unter neuen Namen im Islam weiter, Muslime bezeichneten Bori-Anhänger positiv wertend als „Magier“. Die erste Niederlage erfuhr dieser Volksislam durch Usman mit der Gründung seines Kalifats von Sokoto 1809, die bisher letzte durch die Einführung der Scharia im Jahr 2000 in Nordnigeria.
Nach Benin gelangte der Islam im Norden im 14.–15. Jahrhundert, im Süden im 18. Jahrhundert. Eingeführt wurde er durch Marabout-Händler aus Mali und Nigeria. Seither waren die islamischen Führer zugleich spirituelle Mittler. In Sufi-Orden wurden Schüler innerhalb von fünf bis zehn Jahren in den Koran eingewiesen und zum Marabout ausgebildet. Seit Anfang des 20. Jahrhunderts breitet sich im Norden Benins, einem generellen Trend in Westafrika entsprechend, der streng reglementierte Tidschani-Orden in einer Variante aus, die Rezitationen und mystische Elemente betont, und gründen Zentren der Lehre (Zawiya).
1961 gründete König Saud von Saudi-Arabien eine islamische Universität in Medina. Ziel dieser „Zitadelle des Wahhabismus“ ist es, dass im „rechten“ Glauben unterrichtete Absolventen aus aller Welt als Missionare in ihre Heimatländer zurückkehren sollten. Die ersten Studenten aus Benin hatten in den 1980er Jahren ihren Abschluss erlangt. Seither versuchen sie, die traditionellen Koranschulen in Benin gegen fundamentalistisch ausgerichtete Medresen zu ersetzen. Die neue islamische Elite ist durch fehlende Berufsaussichten marginalisiert. Die Auseinandersetzungen zwischen beiden gegensätzlichen Lagern dauern an.

## Reformbewegungen II
Wie wurde der Islam in Nordnigeria intolerant? Wegen der harten Kolonisierung und dem Sklavenhandel, den Fulbe im 19. Jahrhundert in Hausa-Gebieten betrieben, wurden die europäischen Kolonialmächte als Befreier und christliche Missionare als Advokaten der versklavten Bevölkerung gesehen. (Erstere bestätigten die Fulbe-Herrschaft zur Festigung der eigenen Macht und letztere bekämpften die Fulbe als Konkurrenten.) Der Islam präsentierte sich in totaler Opposition zu lokalen Riten und zur Abstammungsidentität, in christlichen Dörfern konnten die Rituale weiterhin praktiziert werden. Auf dem Land blieb der von Usman Dan Fodio eingeführte puritanische Islam die Religion der Herrscher. Dem widersprechen auch nicht die Versuche der Hausa, aus sozialen Gründen in genau diese Religionsgemeinschaft aufsteigen zu wollen.
Gegen die beiden Sufi-Orden der Qadiriyya und Tidschaniya in Nigeria begründete in den 1950er bis 1970er Jahren Abubakar Gumi (1924–1992, Hausa: Yan Izala) eine neue Dogmatik: der Anspruch auf Rechtleitung (Irschad) wurde von Detailvorschriften der praktischen Lebensführung auf alle gesellschaftlichen Fragen erweitert. Islam galt nach der Unabhängigkeit in den 1960er Jahren als Teil der Modernität, zugleich wurde ein staatliches Islamisierungsprogramm von Fulbe-Politikern inszeniert, um sich Unterstützung durch eine eigene Anhängerschaft zu sichern. Der Islam bringt eine moderne nationale Identität, erwartet wird der Zugang zu Macht und Status. Für Jugendliche erleichtern seit den 1980er Jahren von den Islamisten angebotene Fußballspiele eine Entscheidung für die Anhängerschaft, diese sind attraktiver als die Dhikr-Zeremonien der Sufi-Gelehrten. Januar 2000 wurde die Scharia in einem Bundesstaat eingeführt, 2002 in allen zwölf Nordstaaten.
Die Muslime in Südafrika setzen sich zusammen aus Nachfahren indischer Plantagenarbeiter, die im 19. Jahrhundert ins Land kamen, zugewanderten Afrikanern aus Malawi und Sansibar und seit den 1950er Jahren Konvertiten unter der Township-Bevölkerung. Als progressiver Gegenpart zur traditionellen Gemeinde wurden ab den 1970er Jahren einige islamische Jugendorganisationen gegründet. Saudi-Arabien gibt Geld und nimmt Einfluss. Eine der Organisationen erklärt den Staat für illegitim und ruft zum Wahlboykott auf. Der gemeinsame Kampf der Muslime gegen die Apartheid prägte eine spezifisch südafrikanische Form des Islam. Während des Befreiungskampfes waren viele Führer des ANC zum Islam konvertiert, seit der Unabhängigkeit ist die Muslimgemeinde gespalten zwischen ethnischen Abstammungen und durch fundamentalistische Ideologien.

## Dieselbe Geschichte – Zur Rolle der Frauen

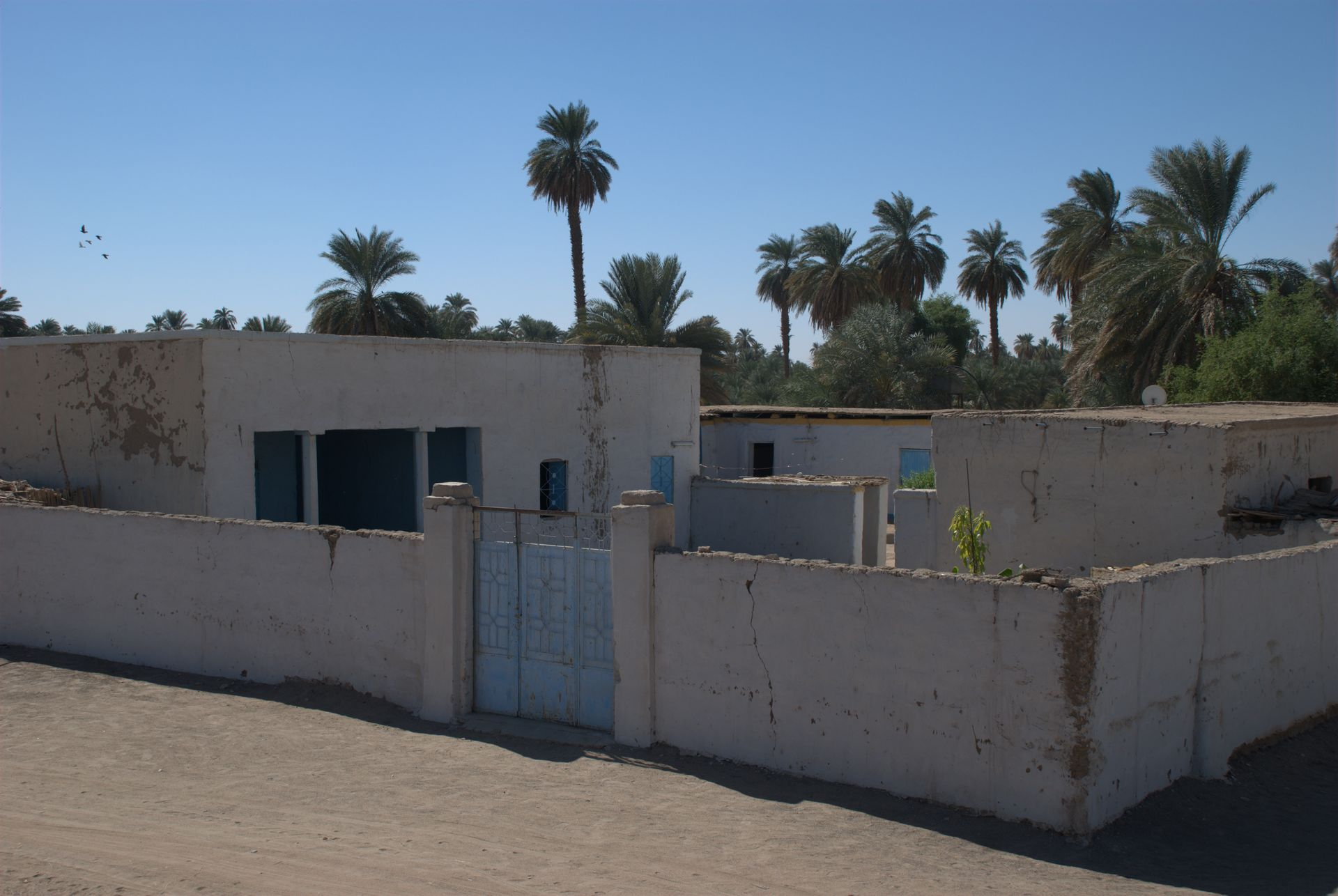
Gehöft nach traditionellem Bauplan bei Kerma in der Nubischen Wüste (Nordsudan). Der höhere, nach Norden geöffnete Männerbereich (rābuka) entspricht dem klassischen Iwan. Der Frauenbereich (ḥōsh ḥarīm) mit Küche, Vorratsraum und Waschplatz ist durch eine Zwischenwand abgeteilt. Der Mann steht für Gastfreundschaft, Familienehre und Würde (karāma), die Frau für Keuschheit und Schamhaftigkeit (ʿird).

Es gibt keine weibliche islamische Lehre, dafür kulturell bedingte Unterschiede in der Glaubenspraxis.

### Segregation und Tradition
Die nach außen sichtbare Segregation der Geschlechter hat in bestimmten afrikanischen Gesellschaften eine vorislamische Tradition. Sie verweist nicht auf einen islamischen Einfluss, sondern ist allgemeines Kennzeichen für hierarchische Klassengesellschaften, in denen der soziale Status und das Prestige durch Meidungsgebote, räumliche oder symbolische Trennung und ein besonderes Ehrgefühl definiert wird. Die physische Trennung der Frauen beruht in diesen Fällen auf nicht-islamischen Faktoren, wird jedoch von islamischen Geistlichen mit dem Gebot zu einer rituellen Segregation gerechtfertigt. Die räumliche Beschränkung der Frauen auf den häuslichen Bereich mit dem Zwang zur Verhüllung, wenn sie das Haus verlassen, besteht in Afrika teilweise in Ländern nördlich der Sahara und innerhalb der schwarzafrikanischen Länder vor allem im Norden Nigerias und auf Sansibar. Für Nordnigeria wurde die ab dem 15. Jahrhundert eingeführte und im 19. Jahrhundert zunehmende Abschottung der Frauen teilweise als antikolonialer Widerstand gedeutet, weil so den Steuern eintreibenden Kolonialverwaltern der Zugang zu den Gehöften verwehrt werden konnte. Die strikteste Form von Seklusion betreiben Frauen aus wohlhabenden Oberschichtsfamilien.
Die wenigen Frauen in Afrika, die einen Niqab tragen, sind fast nur in arabischen Kulturen anzutreffen. Eine häufig geäußerte Vorstellung der Trägerinnen einer den ganzen Körper und das Gesicht bedeckenden Umhüllung ist, dass sie damit über einen individuellen Raum verfügen, quasi vom häuslichen Frauenbereich auch auf der Straße umgeben sind und so ihren Aktionsradius erweitern können. Die äußere Umgebung wird zu einem unreinen und gefährlichen Raum erklärt, in dem die vorislamische Zeit der Dschāhiliyya noch besteht. Die eigene Position kann durch Abgrenzung moralisch erhöht werden.
Demgegenüber konnte sich in der patriarchalen und praktisch zu 100 Prozent islamisierten Gesellschaft der Afar, die im Nordosten Äthiopiens überwiegend nomadische Weidewirtschaft betreiben, keine islamische Kleiderordnung durchsetzen. Afar-Frauen tragen lange braune Röcke und bedecken die Brust mit einem bunten T-Shirt oder gelegentlich nur mit Perlenketten.
Es gab Zeiten, als Frauen selbstverständlich ebenso wie Männer islamische Bildung genossen. Der Sufi-Gelehrte (und Stadtpatron von Algier) Sidi Abdarrahman (um 1384–1469) soll 1000 Schüler vormittags und 1000 Schülerinnen nachmittags in islamischem Recht und in Mystik unterrichtet haben. Abgesehen von der zu Ehren des Heiligen übertriebenen Zahl entspricht das in der Praxis der von Mohammed überlieferten Einstellung zur Bildung von Frauen und verallgemeinert das Beispiel der reichen Kaufmannstochter Fatima Al-Fihri, die ihr Geld gab, um 859 die Universität al-Qarawīyīn in Fès zu gründen.
Im Mittelalter wurden Frauen und Männer in viele Sufi-Orden unterschiedslos aufgenommen. Nur beim von Sidi Muhammad ibn Isa (1465–1523) gegründeten Aissaoua-Orden kann als Besonderheit erwähnt werden, dass dieser heute in Marokko Frauen in dieselben Grade initiiert wie Männer. Wobei sich dieser Orden mit seiner Ritualpraxis weit vom orthodoxen Islam entfernt hat: Der durch diverse übermenschliche Fähigkeiten bekannt gewordene Gründer rief einen Orden ins Leben, dessen Anhänger als Fakire und Feuerschlucker auftreten.

### Gegenwelt
Frauen verfügen allgemein über weniger Entfaltungsmöglichkeiten bei der Teilnahme am islamischen Ritus. Für Ägypten traf Trimingham daher die pauschale Feststellung, dass die Männer freitags in der Moschee, die Frauen hingegen bei den Heiligengräbern zu finden seien. Wenn auch diese Aufteilung nur teilweise zutrifft, so gibt es doch neben der angesprochenen Heiligenverehrung des Sufismus bestimmte, aus der animistischen Tradition stammende Kulte innerhalb des Volksislam, die sich zu Rückzugsräumen speziell für Frauen entwickelt haben. Hierzu zählen die Besessenheitskulte Zar im Sudan (oben erwähnt), Derdeba in Marokko, Stambali in Tunesien, Bori in Nigeria, Pepo in Tansania oder die Hauka-Geister der Songhai. Heilerinnen, die diese Rituale praktizieren, sind in der Regel weiblich, ebenso die vom Geist Besessenen und das Publikum bei den Veranstaltungen. Bei allen Kulten geht es nicht darum, den Geist auszutreiben, sondern lediglich die Kontrolle über ihn zu erlangen, damit er zur Heilung von psychischen Problemen eingesetzt werden kann. Die Betroffenen entstammen zumeist einer sozial benachteiligten Schicht. Damit sind Frauen gemeint, die von der Teilnahme an den orthodox-islamischen Riten ausgeschlossen sind, ebenso wie Schwarzafrikaner, die es in den Maghreb-Ländern als Bürger zweiter Klasse mit einem Dīwān-Geist zu tun haben. Geisterbesitz ist kein Symptom einer ganzen Gesellschaft, sondern nur von einem begrenzten Kreis, ist aber ein Faktor im allgemeinen religiösen Bewusstsein.

### Orthodoxe und Heilige
Der Missions-Dschihad von Usman dan Fodio führte Anfang des 19. Jahrhunderts zur Gründung des Sokoto-Kalifats. Zweiter Sultan des Kalifats wurde nach Niederschlagung einiger Aufstände der Sohn Usmans, Muhammad Bello (regierte 1815–1837). Die Schari’a-Gesetze wurden streng überwacht, der Bori-Kult städtischer Frauen gerade noch geduldet, die alte Hausa-Kultur wurde ansonsten, so gut es ging, zerstört. Usmans Tochter Nana Asma’u (1793–1864) wird wegen ihrer Rolle beim Aufbau von Bildungseinrichtungen erwähnt. Sie entwickelte eine Pädagogik für Frauen, trug zur Verbreitung der religiösen Reformen ihres Vaters bei, hielt daneben aber Bori-Praktiken zur Lösung von Alltagsproblemen für geeignet. Auf Asma’u berufen sich ab der Mitte des 20. Jahrhunderts gegründete islamischen Frauenorganisationen in Nigeria: Die erste Frauengruppe war der in den 1950er Jahren gebildete National Council of Women’s Societies, 1965 folgte die Muslim Sisters Organization und als wichtigste die beiden Organisationen Women in Nigeria (1982) und Federation of Muslim Women’s Association (FOMWAN). In ihrer ersten Erklärung rief FOMWAN 1985 zur Einführung von Schari’a-Gerichten auf, verlangte Frauenrechte am Arbeitsplatz und die Zurückweisung von IMF-Krediten.
Es lassen sich zahlreiche Beispiele einflussreicher Frauen im Islam in Afrika aufführen, die wenig miteinander zu tun haben. Ibn Arabi wurde von zwei Frauen unterrichtet, von der alten Asketin Schams Umm al-Fuqara und mehrere Jahre von der über 90-jährigen Munah Fatima bint Ibn al-Muthanna. Im Sudan verkündete 1951 Mahmud Muhammad Taha ein politisch-religiöses Reformkonzept, das neben den Republikanischen Brüdern auch von der Parallelorganisation, den Republikanischen Schwestern machtvoll verbreitet wurde. In den 1980er Jahren waren daraus im Sudan sozialistische Feministinnen entstanden. Religiöse Frauen waren als einzige Gemeinsamkeit allgemein angesehen und wurden posthum verehrt; in vielen Fällen wurde aber deutlich, dass sie sich in einer Männerdomäne bewegten und entsprechend angleichen mussten.

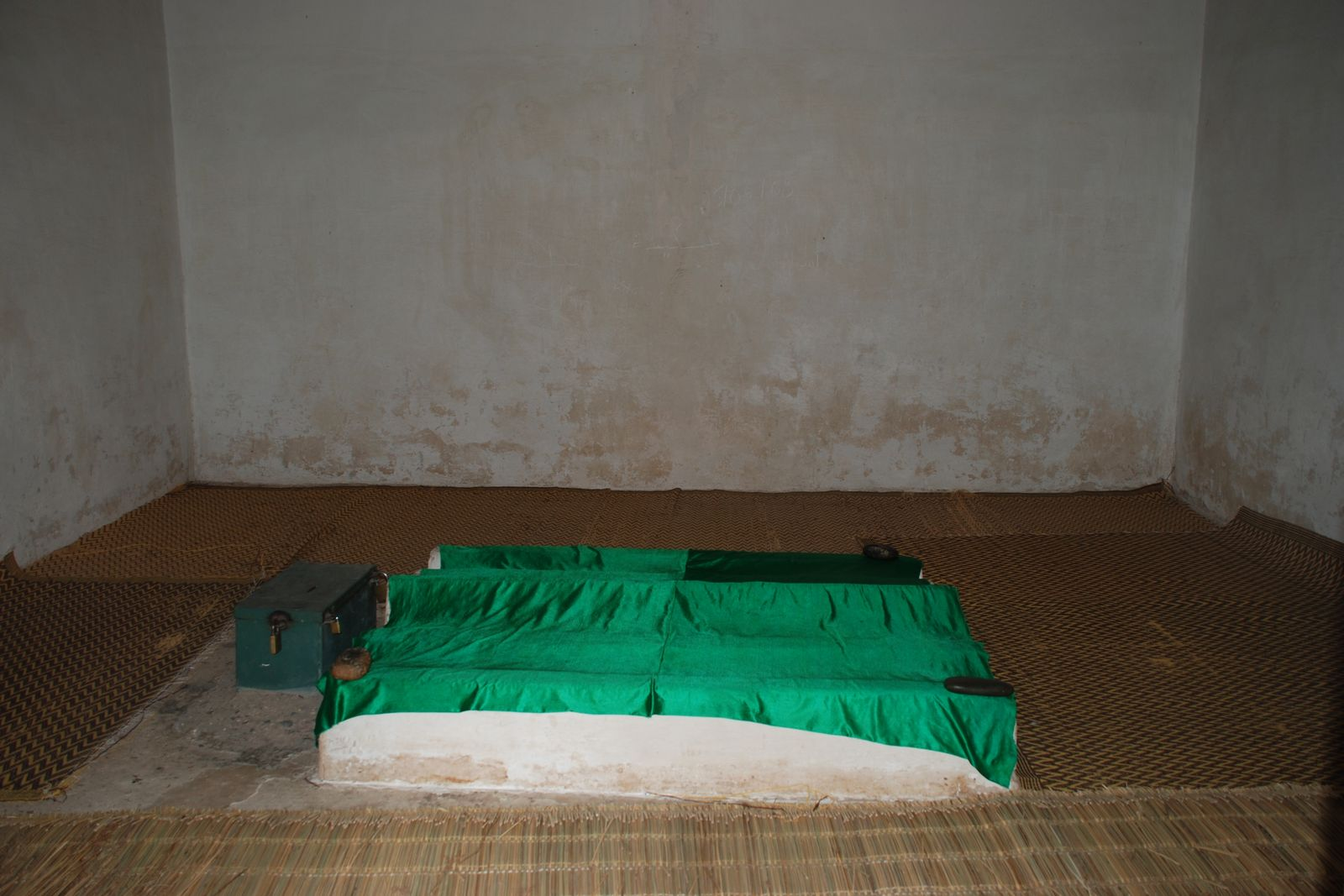
Grab der weiblichen Lokalheiligen Lalla Takerkoust im gleichnamigen Dorf in Marokko. Die im Wasserbecken außerhalb des Gebäudes schwimmenden heiligen Schildkröten erhörten die Fürbitten von Muslimen und bis in die 1970er Jahre auch von Juden.

Frauen übernahmen häufig informelle Rollen, eher selten übten sie als weibliche Scheichs Führungsaufgaben aus. Eine bekannte Ausnahme ist die frühere Sklavin Mtumwa bint Ali († 1958), die ihre Jugend auf Sansibar verbrachte, dort in den Qadiriyya-Orden aufgenommen wurde und später in der Zentralregion von Malawi die führende Gelehrte wurde. Sie initiierte Männer und Frauen in den Orden. In Senegal erbte Sokhna Magat Diop die Führung eines Zweigs der Muridiyya von ihrem Vater, der 1943 starb. Obwohl sie als Autorität anerkannt war und den Orden auf dem traditionellen Weg weiterführte, trat sie selten in Erscheinung. Öffentliche Reden überließ sie meist ihrem Sohn.
In Legenden des islamischen Volksglaubens besteht ein natürliches Verhältnis zu heiligen Frauen. Im marokkanischen Ort Taghia (Region Tadla-Azilal) wird der mit etwa 130 Jahren um 1177 verstorbene Heilige Mulay Bu 'Azza verehrt. Er war ein einfacher Hirte aus den Bergen, hatte nie lesen und schreiben gelernt, reiste als Derwisch umher und vermochte gefürchtete Löwen zu zähmen. In der Legende wurde Lalla Mimuna, ebenfalls eine Heilige, seine Frau. Sie war des Arabischen nicht mächtig und konnte sich nicht einmal einfachste Gebetsformeln merken. Als Rest eines vor-islamischen Brauchtums wird sie zusammen mit Bu 'Azza, einem Esel, einer Schlange und einem Löwen verehrt. An das Grab des Sufi-Heiligen Sidi Abu l-'Abbas es Sabti (1130–1205) in Marrakesch, Patron der Armen und Blinden, kommen täglich viele Pilger. Schwarz verhüllte Frauen sagen durch Bleigießen und mit von dem Heiligen verfassten magischen Tafeln die Zukunft voraus.